# Kerrtinamu

Verbreitungsgebiet des Kerrtinamus

Das Kerrtinamu (Crypturellus kerriae) ist eine Vogelart aus der Familie der Steißhühner (Tinamidae), Syn. Crypturus kerriae.
Mitunter wird die Art als isolierte Unterart des Graukehltinamu (C. boucardi) angesehen.
Der Vogel kommt im dichten tropischen oder subtropischen Tiefland und Bergwald im Nordwesten Kolumbiens und im äußersten Südosten Panamas vor von etwa 100 bis 1500 m Höhe.
Der Lebensraum umfasst feuchten immergrünen Wald, Hügel oder steile Areale.
Der Artzusatz bezieht sich auf die US-amerikanische Ornithologin Elizabeth L. Kerr (1857–1936).

## Merkmale
Die Art ist 25–30 cm groß, überwiegend dunkel rötlich-braun gefärbt mit grauem Kopf, schwärzlichem Scheitel und schwärzlichen Kopfseiten, schwarzen Zügeln, angedeuteter schwärzlicher Bänderung auf Flügeln, Schwanz und Schenkeln sowie mit kleinen hellen Flecken auf den Flügeln. Die roten Beine sind charakteristisch. Flügeldecken und Steuerfedern sind haselnussbraun und etwas schwarz gebändert. Die Handschwingen sind schwärzlich-braun mit hell-braunen Flecken an den Rändern der Armschwingen. Die Kehle ist weißlich bis grau, die Brust grau bis eisenfarben, an den Flanken kräftig gebändert. Die übrige Unterseite ist blasser, mehr gelbbraun.
Die Iris ist blass-braun, der Schnabel grau-braun. Die Füße sind rötlich.
Beim Weibchen sind die Flügeldecken und die Handschwingen innen schwarz gebändert. Jungvögel sind am Rücken kräftig zimtfarben gebändert.
Der Kerrtinamu ähnelt ziemlich dem Brauntinamu (Crypturellus soui), der aber kleiner ist und graue oder olivfarbene Füße aufweist. Der Berlepschtinamu (Crypturellus berlepschi) ist größer, dunkler schwärzlich und ungebändert und hat dunkelrote Füße. Beide kommen auch im gleichen Lebensraum wie der Kerrtinamu vor.
Der Großtinamu (Tinamus major) ist wesentlich größer und hat graue Füße.

## Geografische Variation
Die Art ist monotypisch.

## Stimme
Der Gesang wird als tiefes schwaches, klagendes, hohl klingendes aus drei Tönen bestehendes Pfeifen „hoooo-hooo-ah“ beschrieben, das in großen Abständen wiederholt wird.

## Lebensweise
Die Nahrung besteht vermutlich aus heruntergefallenen Früchten und Pflanzensamen, auch aus Insekten. Über Brutzeit und Verhalten liegen keine Informationen vor.

## Gefährdungssituation
Der Bestand gilt als „potentiell gefährdet“ (Near Threatened) aufgrund des kleinen Ausbreitungsgebietes.